# Hryhorij Markewytsch

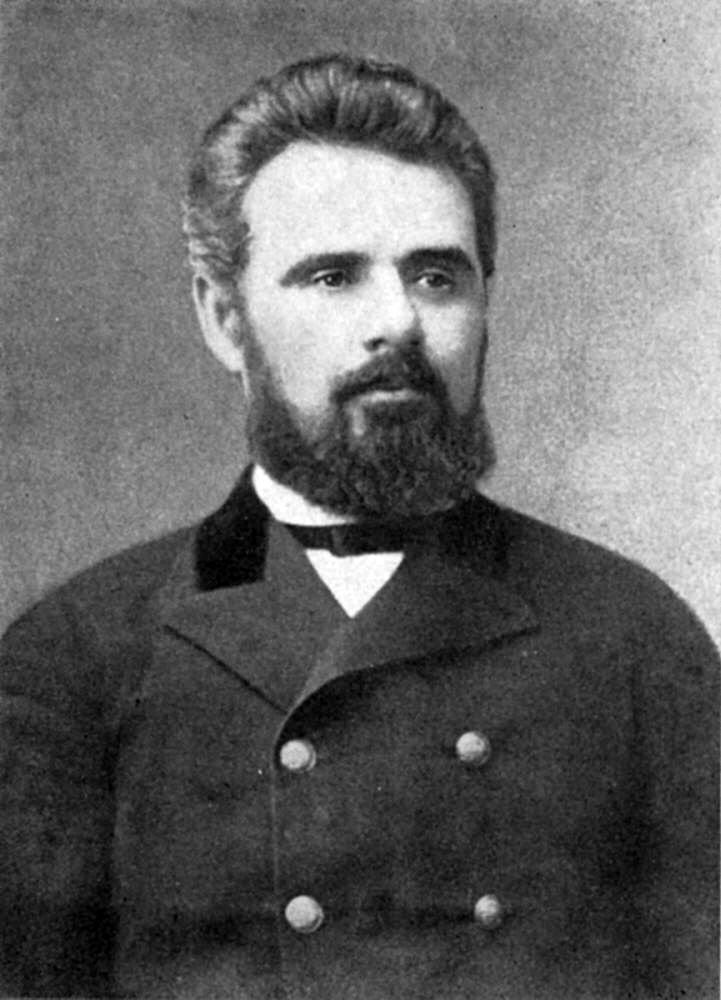
Hryhorij Markewytsch

Hryhorij Ipatijowytsch Markewytsch (ukrainisch Григорій Іпатійович Маркевич, russisch Григорий Ипатьевич Маркевич Grigori Ipatjewitsch Markewitsch; * 12. Dezemberjul. / 24. Dezember 1849greg. in Woronky, Gouvernement Poltawa, Russisches Kaiserreich; † 15. April 1923 in Poltawa, Ukrainische SSR) war ein ukrainischer Schriftsteller, Volkskundler, Journalist und Herausgeber.

## Leben
Markewytsch absolvierte 1871 die Kiewer theologische Akademie und lehrte anschließend am Jekaterinoslaw-Seminar in Jekaterinoslaw. Nach seinem Umzug nach Poltawa 1888 wurde er dort Musikinspektor und lehrte am Poltawa-Institut für edle Jungfrauen. Am 7. September 1887 wurde er zum Staatsrat ernannt. Er unterrichtete zudem zwischen 1888 und 1891 Russisch sowie von 1893 an Physik und Kosmographie und seit 1898 Mathematik am Institut für Naturwissenschaften.
Des Weiteren beschäftigte er sich mit kultureller und pädagogischer Arbeit, erforschte die Geschichte der Ukraine und schrieb Gedichte. Er gründete in Poltawa den ukrainischen Musik- und Theaterkreis, den er von 1911 bis 1918 leitete und veranstaltete jährliche Schewtschenko-Abende. In den 1900er Jahren gründete er eine Druckerei und einen Verlag, in dem er unter anderem Werke von Iwan Kotljarewskyj, Lessja Ukrajinka, Panas Myrnyj, Iwan Karpenko-Karyj, Marko Kropywnyzkyj, Adrian Kaschtschenko (Адріан Феофанович Кащенко; 1858–1921) und Taras Schewtschenko veröffentlichte. Von Schewtschenkos Werken publizierte er auch das in den 1870er Jahren von H. Hladkym (Г. Гладким) vertonte Gedicht Vermächtnis, das heute den nahezu gleichen Status wie die ukrainische Nationalhymne besitzt.
Markewytsch war mit Panas Myrnyj und Mykola Lyssenko befreundet und einer der Initiatoren des 1903 in Poltawa errichteten Denkmals für Iwan Kotljarewskyj. Er starb 73-jährig in Poltawa.